# Тюр

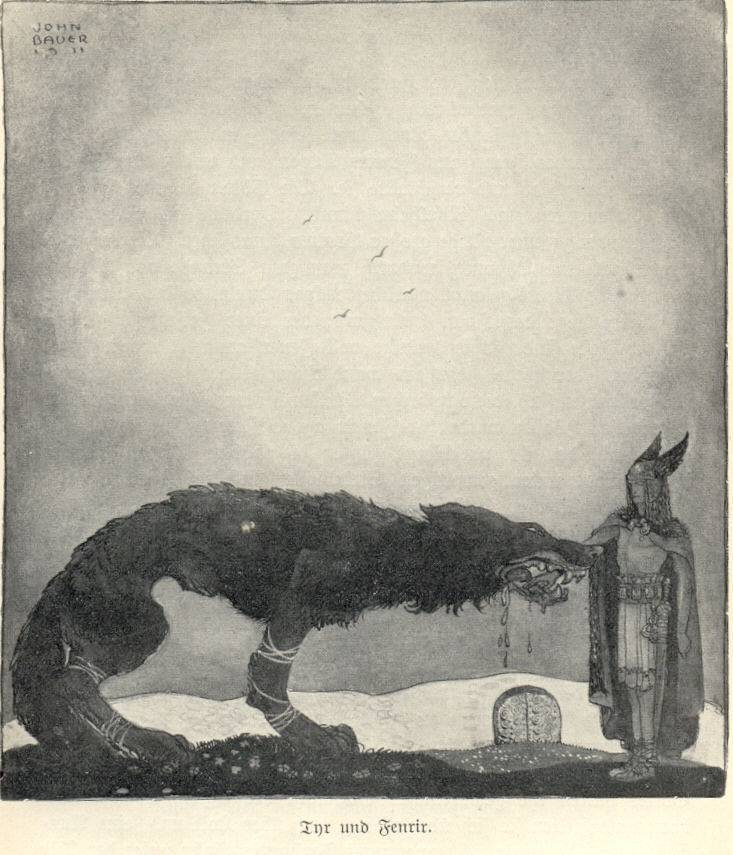
Вовк Фенрір відкушує руку Тюру. Ілюстрація Джона Бауера

Тюр (Тів, Тіу, Тір, Тіваз) — бог давньоскандинавської міфології, що, за оповідями міфів, був богом війни (в інших версіях — провісник перемог). Батько ― Одін, вітчим ― Химір (король гігантів) одружений з матір'ю Тюра. Зображався одноруким — другу руку йому відкусив вовк Фенрір.
Тюру належить 3-я аета і руна Тейваз.
Згідно зі сучасними релігієзнавчими дослідженнями, початковий пантеон давньогерманських богів складався з чотирьох фігур. Це бог неба і світла Тюр (Тів), бог грози До-нар, бог вітру Вотан (Одін), богиня землі і родючості Фрейя. Чіткої субординації між ними, очевидно, не існувало, а їхні культи існували й розвивалися паралельно. У перші століття нашої ери домінантне місце в пантеоні обіймає Тюр (Тів), відповідний за своїми функціями та етимологією давньогрецькому Зевсу і давньоримському Юпітеру (імена всіх цих богів походять від індоєвропейського кореня div — блищати, сяяти). Саме на честь бога Тіва назвали один з днів тижня — вівторок (Tuesday).
Тюр (Тів) славився своєю чесністю і безстрашністю; він любив своє плем'я і відважно захищав його від ворогів.
Крім того, нам відомо[джерело?], що староанглійська рунічна поема ототожнює Тіва з Полярною зіркою: «Честь — це зірка, вірність якої зберігають ті, хто піднесений. Вона завжди веде вірним шляхом через самий темний час. Так і благородна людина ніколи не обдурить».
Тів був прямолінійним і чесним божеством, далеким від усілякої хитрості. Саме завдяки такій доблесності та чесності Тіву доручили слідкувати за Фенріром.

## Міфи про Тюра
Один із міфів про Тюра пов'язаний з Фенріром. Цей жахливий вовк виріс таким сильним, що боги вирішили посадити його на ланцюг. Звичайні ланцюги не утримували звіра, а щоб Фенрір погодився одягнути на себе чарівні ланцюги, Тюру довелося на знак довіри покласти йому в пащу свою праву руку, оскільки його слово мало силу клятви, Фенрір любив Тюра і довіряв йому; і коли Тюр прийняв його виклик, він без опору дав надягнути собі на шию чарівного ланцюга. Коли вовк зрозумів, що не в силах порвати узи, він відкусив руку Тіву. Так був скутий Фенрір; і так Тюр пожертвував своєю рукою — і своїм словом, і своєю честю, — щоб виконати те, чого вимагав обов'язок — захищати всі дев'ять світів.
У німецькій культурі правою рукою робили особливий жест, коли приносили клятви, і самі по собі клятви сприймалися дуже серйозно. Важко було образити людину сильніше, ніж назвавши його клятвопорушником; і не мали багато злочинів настільки ж мерзенних, як порушення клятви.
В останній битві перед кінцем світу Тюр бився з демонським псом Гармом, вони убили один одного.